# Onnen

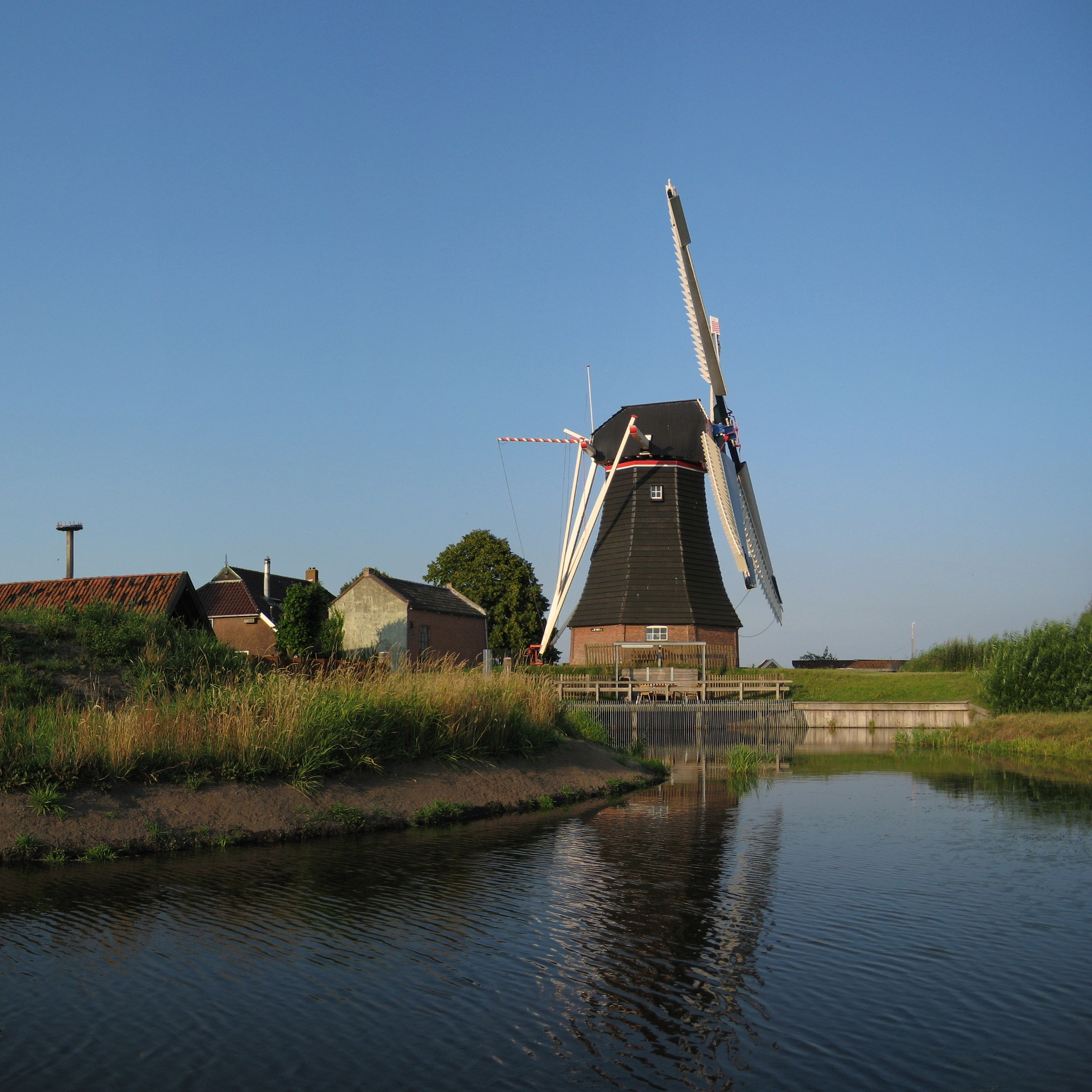
Molen

Onnen is een dorp in de gemeente Groningen, gelegen in de provincie Groningen in Nederland. In het dorp staan enkele bezienswaardige boerderijen en de poldermolen De Biks.
Onnen viel kerkelijk onder Haren, maar had een eigen markebestuur dat voor zaken als wegenonderhoud en belastingheffing verantwoordelijk was.
Onnen is een esdorp met als eigenaardigheid dat de Onner es een flink stuk buiten het eigenlijke dorp ligt (meestal ligt een es vlak buiten een dorp).
Langs Onnen ligt de spoorlijn Meppel - Groningen, waarbij Onnen zelf geen station heeft. Ter hoogte van Onnen bevindt zich een werkplaats van NedTrain.
Ten zuidwesten van Onnen wordt aan noordzijde van een bocht in de Onneresweg en ten noorden van de Onnenstaete het vroegere hunebed G4 vermoed. De locatie hiervan werd aangewezen door amateurarcheoloog Jan Evert Musch op 14 december 1966. Het vroegere veen ten noordwesten van deze locatie wordt ook wel Steenberger Veen genoemd. Opgravingen in 2012 onder leiding van archeoloog Henny Groenendijk leverden geen indicatie op dat op deze plek een hunebed geweest is.